# パシフィック汽船会社

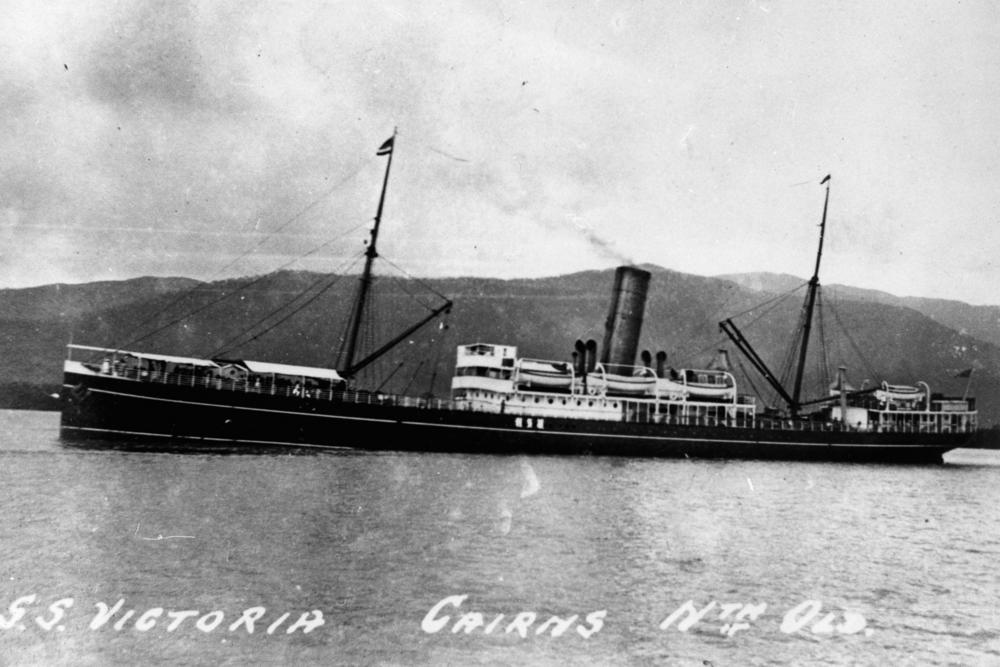
ビクトリア、1902年建造、1923年廃棄

パシフィック汽船会社（英語：The Pacific Steam Navigation Company、スペイン語: Compañía de Vapores del Pacífico  ）は南米の太平洋岸に沿って運航するイギリスの海運会社であり、太平洋の商船において最初に蒸気船を最初に使用した海運会社でもある。 

## 歴史
同社は1838年、ロンドンでウィリアム・ホイールライトによって設立され、1840年にチリとペルーの2隻の蒸気船が郵便物の輸送を委託されて操業を開始した。 初期の寄港地は、バルパライソ、コキンボ、ワスコ、コピアポ、コビヤ、イキケ、アリカ、アイラ、ピスコ、カラオであった。 1846年、同社はルートを拡大して、ワンチャコ、ランバイエケ、パイタ、グアヤキル、ブエナベンチュラ、パナマシティにも就航した。
1852年、同社は南米西部の郵便局に英国政府の郵便物を送る契約を締結。 1868年に
リバプールからカラオへ、1877年にロンドンからシドニーへの2つの直接ルートも確立させたが、同じ時期に多くの船を失った。それらには、1874年に爆発して19人が死亡したTacna、1877年に座礁して102人が死亡したAtacamaが含まれていた。 

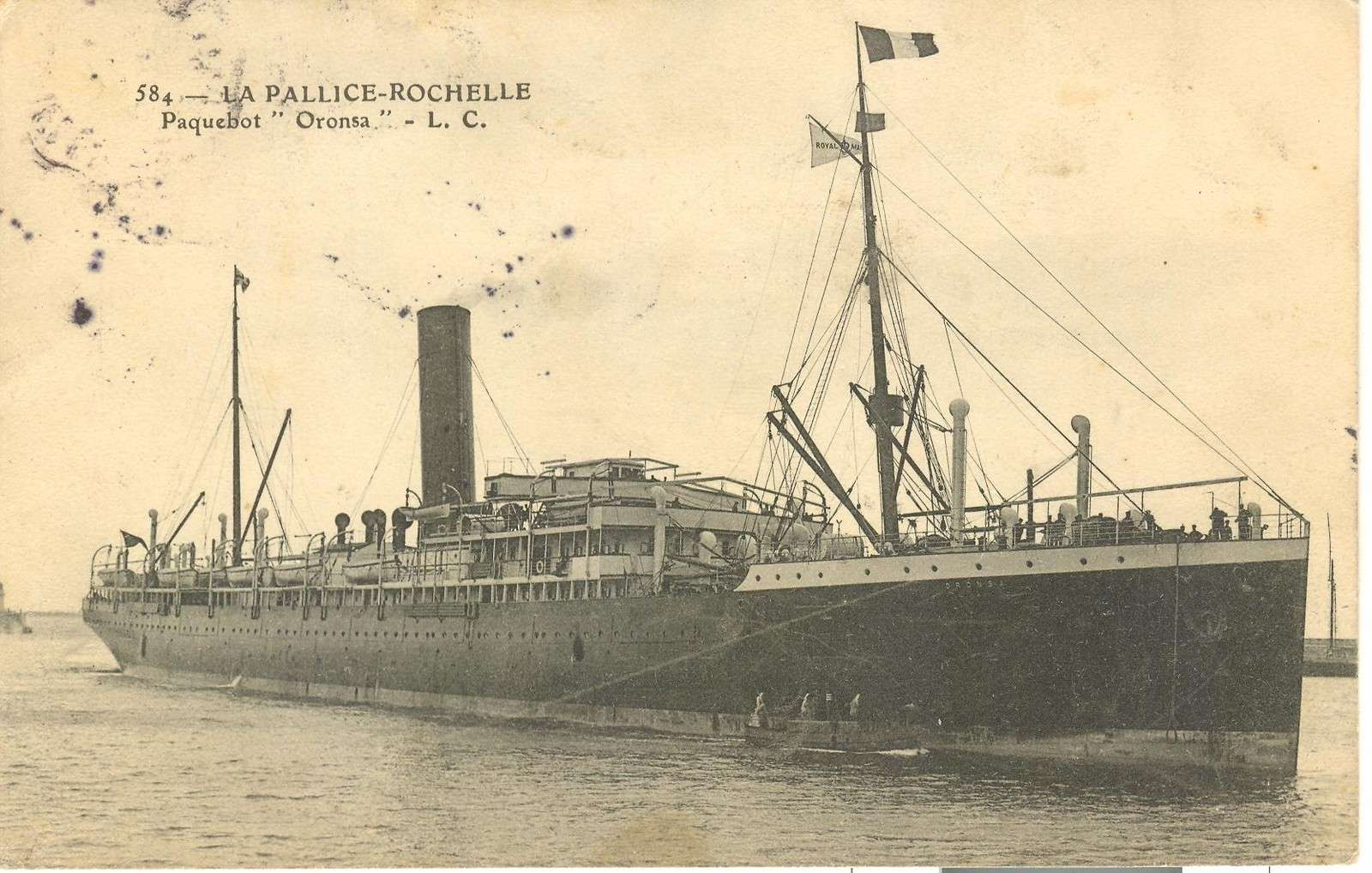
Oronsa、1906年に建てられ、1918年にU-91

1905年、同社はロンドン-シドニールートをロイヤル・メール・ラインに売却し、1910年に買収したが 、その後も所有する船を相次いで失った。 1902年、Arequipaが強風に襲われ、63人が死亡した。 1907年、Santiagoも強風に襲われ、45人が死亡した。 1911年、Tabogaが座礁し、60人が死亡した。 
第一次世界大戦では、同社の船のうち10隻が沈没し、15人が死亡した。 第二次世界大戦では、ドイツの潜水艦が客船Oropesaを魚雷で撃沈し、106人を殺害した。 
1965年、ファーネス・ウィジーがロイヤル・メール・ラインを買収、ブランド名称も変更され、事実上の事業終了を発表した。 
1919年、同社はSeaBreezesというハウスマガジンを創刊した。同誌は会社よりも長生きし、世界の海運の問題に焦点を当てて現在も続いている。

## 航路
| 年            | タイプ       | 主要ルート              | 寄港地 |
| ------------- | ------------ | ----------------------- | --- |
| 1843〜 1923年 | 郵便物       | チリ-ペルー             | バルパライソ-沿岸港-カラオ |
| 1846〜1923    | 郵便物       | チリ-パナマ             | バルパライソ-カラオ-グアヤキル-パナマ |
| 1848〜1923    | 郵便物       | チリ（国内）            | バルパライソ-プエルトモント（チリ） |
| 1868〜 1920年 | 郵便物       | ヨーロッパ-チリ         | リバプール-ボルドー-リスボン-カーボベルデ-リオデジャネイロ-モンテビデオ-プンタアレナス-バルパライソ（1870年から）-アリカ-モエンド-カラオ                                         |
| 1877〜1879    | メール、乗客 | ヨーロッパ-アルゼンチン | リバプール-ボルドー-ブエノスアイレス |
| 1904–1920     | メール、乗客 | ヨーロッパ-アルゼンチン | リバプール-ラパリス-コルナ-ビーゴ-リスボン-レシフェ-サルバドール-リオデジャネイロ-モンテビデオ-ブエノスアイレス-ポートスタンリー-プンタアレナス-コロネル-タルカワノ-バルパライソ |
| 1914〜1945    | 郵便物       | パナマ（国内）          | クリストバル-パナマ運河-チャンペリコ |